# Adam Casey
Adam Michael Casey (* 1. Mai 1986 in Sydney) ist ein australischer Fußballspieler.

## Vereinskarriere
Casey wuchs in Canberra auf und wurde dort in die ACT Academy of Sport aufgenommen, bevor er 2003 im Australian Institute of Sport (AIS) ausgebildet wurde. Nach Beendigung seiner Ausbildung am AIS schloss sich Casey den O’Connor Knights an, die in der ACT Premier League spielten. Die Saison 2004/05 absolvierte er bei den Belconnen Blue Devils in der New South Wales Premier League. Nachdem Belconnen vom Ligabetrieb suspendiert wurde, spielte er kurze Zeit bei den Wollongong Wolves, bevor er ein Angebot des A-League-Klubs New Zealand Knights annahm.
Nach acht Ligaeinsätzen für die New Zealand Knights wechselte Casey bereits Ende Januar 2007 zum Ligakonkurrenten Sydney FC und unterschrieb einen Zweijahresvertrag.

## Nationalmannschaft
Während seiner Zeit am AIS etablierte sich Casey als Stammspieler in der australischen U-17-Auswahl, mit der er sich für die U-17-Weltmeisterschaft 2003 in Finnland qualifizieren konnte. Beim Endturnier spielte Casey in allen drei Vorrundenpartien als Stürmer über die volle Distanz, blieb bei den drei Niederlagen aber ohne Torerfolg.
2007 absolvierte Casey in der Qualifikation für die Olympischen Spiele 2008 eine Partie für die Olympiaauswahl, wurde aber nicht für das Endturnier berücksichtigt.